# Maqtaaral Fýtbol Klýby
Il Maqtaaral Fýtbol Klýby (in kazako Мақтаарал футбол клубы?, traslitterazione anglosassone FK Maktaaral), è una società calcistica kazaka con sede nella città di Atakent, nel distretto di Maqtaaral. Milita nella Ekinshi Lıga, la terza serie del campionato kazako.
Fondato nel 2013, disputa le partite interne alla Turkistan Arena, impianto da 7 000 posti.

## Storia
La società viene fondata nel 2013 e partecipa alla seconda serie del campionato kazako. Nel 2021, arriva seconda nel campionato di seconda serie e viene promosso in Prem'er Ligasy.

## Palmarès

### Altri piazzamenti
- Campionato kazako di seconda divisione

Secondo posto: 2021